# 48년

## 연호
- 후한(後漢) 건무(建武) 24년

## 기년
- 후한(後漢) 광무제(光武帝) 24년
- 신라(新羅) 유리 이사금(儒理泥師今) 25년
- 고구려(高句麗) 민중왕(閔中王) 5년 / 모본왕(慕本王) 원년
- 백제(百濟) 다루왕(多婁王) 21년

## 사건
- 허황옥이 배를 타고 금관가야로 와서 왕비가 되다.
- 고구려, 민중왕 세상을 떠남. 무휼의 장남 해우, 모본왕으로 왕의 자리에 오름.

## 사망
- 고구려(高句麗) 4대 국왕(國王) 민중왕(閔中王)